# フリフリ・チキン

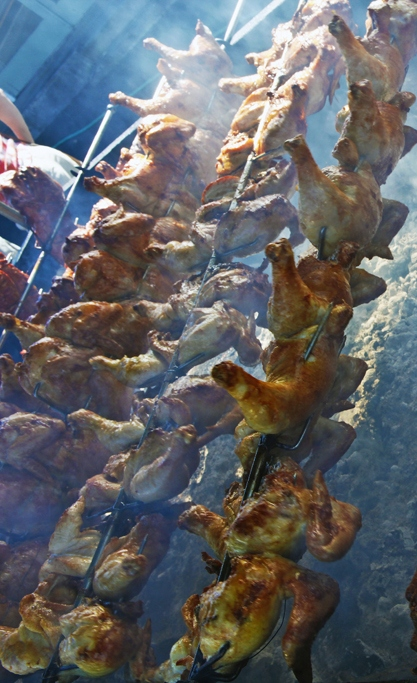
炭火で焼くフリフリ・チキン

フリフリ・チキン（Huli-huli chicken）は、鶏肉を直火焼きしたハワイ料理で、テリヤキ・チキンの一種である。代表的な調理法は、鶏肉を網に置くか串に刺して、フリフリ・ソース（huli-huli sauce）という甘いタレを繰り返し塗りながら炎の上で直火焼きする。なお、「フリ」（ハワイ語: huli）とは、「返す」あるいは「回す」（英語: turn）を意味する言葉である。また、アメリカ合衆国において、"Huli-Huli" は米国パシフィック・ポウルトリー社の登録商標である（米国登録商標第958668号）。

## 歴史
フリフリ・チキンの歴史は、ハワイ島ヒロ出身のポルトガル系人アーニー・モルガドと日系人の養鶏農家マイク・アサギが、1950年代半ば（1954年又は1955年）に養鶏農家の寄り合いにおいて、モルガドの母のレシピに基づく照り焼き風ソースで調理したチキン・バーベキューに始まるとされる。それが好評だったのを受けて、二人はオアフ島のエヴァ・ビーチに共同でパシフィック・ポウルトリー・カンパニーを設立し、モルガドの母のレシピによるソースと、バーベキュー用チキンの量産を始めた。なお、最初のソースのレシピはモルガドの祖母のものであったと伝える文献もある。
モルガドはファンドレイザーの目の前でフリフリ・チキンを焼き始め、彼らが教会や学校でフリフリ・チキンを焼いては売るというスタイルで資金を集めた結果、モルガドの義理の息子によると、数年のうちに何百万ドルもの出資金が集まった。ハワイでは何年もの間、フリフリ・チキンを焼く人の姿が見られた。
フリ（huli）とは、ハワイ語で「回す」を意味する言葉である。元祖フリフリ・チキンは、間に合わせのロティスリーの串に刺さった複数の鶏肉を、「フリ!」の掛け声と共にひっくり返し、ソースを塗り、グリルするという調理法であった。パシフィック・ポウルトリー・カンパニーは、1973年に "huli-huli" の商標を取得した。
モルガドはフリフリ・ソースのレシピで有名になり、ハワイ州の農業委員会委員になったり、ポルトガルの名誉副領事に指名されたり、ホノルル在住のポルトガル系移民コミュニティから賞を受賞したりした。1986年にはフリフリ・ソースを瓶詰めにして、小売店で流通するようにもした。
2010年代になると、フリフリ・チキンは、格式の高いレストランからロードサイドの屋台、ミニマートやドライブインまで、ハワイ州のいたるところで見られるようになった。そのようなところでは、多くの場合、網の上にたくさん並べられた状態で売られている。

## 調理法
モルガドはフリフリ・ソースのレシピを絶対に公開しなかったけれども、多くのシェフがその解明に取り組んでいる。
フリフリ・ソースのレシピとしては、パイナップル・ジュース、ケチャップ、しょうゆ、蜂蜜又は黒砂糖、胡麻油、しょうが、にんにくなどを材料とするレシピがいくつか見られる。レモン・ジュースやウースター・ソース、シラチャー・ソースを必要とするレシピもある。そのほか、砕いた乾燥赤唐辛子、米酢又はシェリー酒由来のヴィネガー、チキン・ブイヨン、白ワイン、マスタードを入れるレシピもある。フリフリ・ソースをつける前に塩水漬けして下味をつけるレシピもあり、その場合、漬け汁にコーシャソルト、砂糖、ローリエ、にんにく、胡麻油、タイムなどを使う。
直火焼きの方法は、網焼きでも串焼きでもよい。焼いている最中に、何度も「返し（huli）」を行い、ソースを塗る（この、加熱途中にソースなどで食材を湿らす工程を英語圏ではベイスティングと呼ぶ）。むかしは、香りつけのためにメスキートの木切れで起こした火の上で焼いた。メスキートは、北アメリカ大陸メキシコの乾燥地帯原産の低木であり、ハワイにおいては外来種又は侵入種にあたり、「キアヴェ」（kiawe）と呼ばれる。
フリフリ・チキンの主要な材料となる鶏肉は、ニワトリとセキショクヤケイの交雑種から得られるものである。セキショクヤケイは、100年以上前にポリネシア人がハワイに持ち込んだ種であり、一部が野生化している。野生化したセキショクヤケイはハワイの島々を自由に歩き回っており、他の鳥類と同じく、州法により保護されている。人間が集住する地区に迷い出てきてしまった場合は食料にされるが、動物愛護協会の施設で安楽死させられる場合もある。